# Valbona
Pour les articles homonymes, voir Valbona (homonymie).
Valbona est une commune d’Espagne, dans la province de Teruel, communauté autonome d'Aragon, comarque de Gúdar-Javalambre